# Jakob Stainer

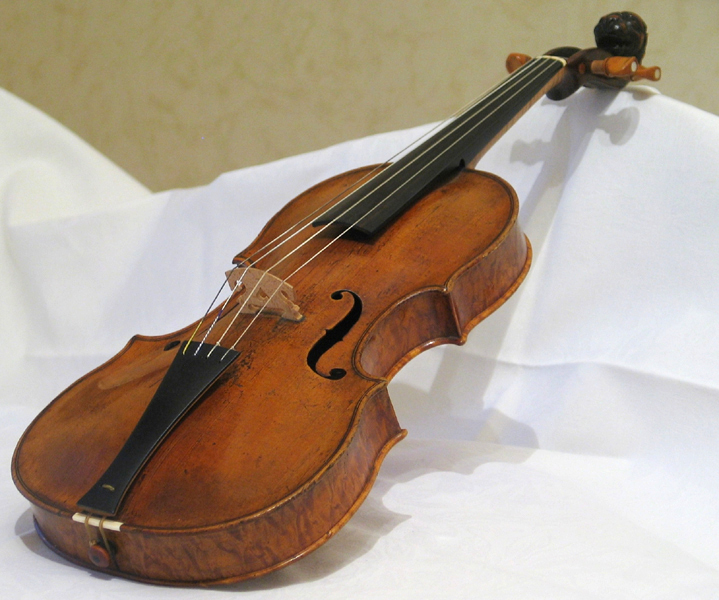
Stainer-Barockvioline von 1658

Rückseite: Boden aus Vogelaugenahorn

Jakob Stainer (auch Jacob oder Jacobus; * 1619 in Absam; † Oktober oder November 1683 ebenda) war ein Tiroler Geigenbauer.

## Leben
Stainer war Sohn eines Bergknappen. Er bekam von 1626 bis 1630 seine Ausbildung, eventuell auch Lateinunterricht durch den Schulmeister von Absam. Seine späteren Briefe und sein Schriftzug lassen auf eine gute Bildung und italienische Sprachkenntnisse schließen. Möglicherweise war er Sängerknabe im adeligen Damenstift in Hall in Tirol und am Innsbrucker Hof.
Er absolvierte vermutlich in dieser Zeit eine Tischlerlehre. Geigenmacherlehrlinge mussten, wenn sie nicht Söhne von Meistern waren, zuvor eine Tischlerlehre abgeschlossen haben.
Zwischen 1630 und 1644 wurde Jakob Stainer zum Geigenmacher ausgebildet. Innsbruck und Füssen scheiden als Ausbildungsstätten wegen Unruhen auf Grund des Dreißigjährigen Krieges aus. Stainer erhielt seine Ausbildung offenbar in Italien, vermutlich in Venedig. Zu den fünf Jahren Lehrzeit kamen noch einige Wanderjahre hinzu. Einige Hinweise deuten darauf, dass dies zum Teil in der Werkstatt von Amati in Cremona gewesen sein könnte.
Ab 1644 begann die eigenständige Karriere Stainers als Geigenmacher. Er verkaufte seine Instrumente an Klöster und Höfe nach Salzburg, Innsbruck, München, Venedig, Kirchdorf, Bozen, Nürnberg, Kremsier und Meran. Er nahm keine Lehrlinge auf, so dass seine Kunst des Geigenbauens nicht weitergegeben wurde.
Am 26. November 1645 heiratete Stainer in Absam Margareta Holzhammer. Von nun an arbeitete er als Geigenmacher hauptsächlich in Absam, war aber sehr oft auf Reisen, um entweder Geigen zu verkaufen oder Materialien einzukaufen. Er lieferte 1646 sieben Instrumente an den Innsbrucker Hof. Ein Jahr darauf hielt er sich in Kirchdorf (Oberösterreich) auf und hinterließ Schulden, was 1667 zu einer Gerichtsverhandlung führte. Stainer war 1649 als Altist und Assistent des Pfarrchores in Meran tätig, drei Jahre darauf erhielt er erneut einen Auftrag für den Innsbrucker Hof.
Im Jahr 1656 wurde Stainer Eigentümer eines Hauses im Absamer Oberdorf (heute das „Stainer-Haus“). Der Erzherzog Ferdinand Karl verlieh ihm zwei Jahre später den Titel eines „erzfürstlichen Dieners“, der mit dem Tode des Erzherzoges 1662 erlosch; von Kaiser Leopold I. erhielt er 1669 den Titel „Kaiserlicher Diener“.
1668 begann ein Streit mit der Kirchenbehörde wegen des Besitzes „ketzerischer Bicher“. Stainer wurde nach Brixen, dem Sitz des Fürstbischofs, zitiert. Da er nicht erschien, wurden eine Hausdurchsuchung und geheime Inquisition angeordnet. Ein Jahr danach musste Stainer wegen „besorgendter Entweichung“ in Innsbruck in Arrest. Von 1670 bis 1679 erhielt er dennoch Aufträge aus Meran, Salzburg, Schwaz, München und Nürnberg.
Ab 1680 litt Stainer zunehmend unter Depressionen. Im späten Oktober oder frühen November 1683 starb er in Absam – nach neuesten Forschungen nicht verarmt, sondern wohlhabend, aber in geistiger Umnachtung.

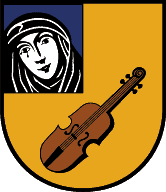
Wappen von Absam

## Ehrungen
1942 wurde die Jakob-Stainer-Gasse in Wien-Hietzing nach ihm benannt. Auch in Innsbruck und Absam erinnert eine Stainerstraße an den Geigenbauer, seine Heimatgemeinde hat außerdem ihm zu Ehren eine Geige ins Wappen aufgenommen.

## Stainers Instrumente

### Merkmale
Stainers Instrumente unterscheiden sich zwar deutlich von dem Baustil in Brescia, aber nicht grundsätzlich von den Baumerkmalen der Cremoner Amati-Zeit. Im Allgemeinen werden gegenüber Cremona folgende Unterschiede angegeben:
- Hohe Wölbung von Decke und Boden – breiteres und kürzeres Format.
- Während die Wölbung des Bodens in Längsrichtung kontinuierlich zur Mitte ansteigt, ist sie bei der Decke eher plateauartig konzipiert.
- Erwähnenswert ist die Ausarbeitung der Platten (Decke und Boden): wegen der hohen Wölbung hält Stainer von oben nach unten in der Mitte die Deckenstärken am größten, um den Saitenzug in Längsrichtung abzufangen. Demgegenüber sieht das Konzept im Cremoneser Geigenbau nach 1700 (A. Stradivari, Guarneri del Gesù) vor, bei relativ flacherer Wölbung das „Klangzentrum“ (im Bereich des Stegs, der ff-Löcher) am dicksten zu belassen.
- Stilistisch steht Stainer damit Amati näher als den Cremoneser Geigenbauern des 18. Jahrhunderts.
- Senkrechter stehende ff-Löcher, zierlich und kurz, die unteren Enden in kreisrunde Löcher auslaufend
- die Schnecken weit und bogig geschweift

### Instrumentenlieferungen
Einige nachgewiesene Instrumentenlieferungen Stainers:
| 1644    | 1 Viola bastarda für die fürstbischöfliche Hofmusikkapelle nach Salzburg; 4 Instrumente für Kloster Marienberg (Südtirol) |
| 1645    | 1 Bassviola nach München                                                                                                  |
| 1646    | 7 Instrumente an den Innsbrucker Hof                                                                                      |
| 1648    | Bestellungen der Pfarrkirche Bozen                                                                                        |
| 1650    | 1 Violoncello an die Hofkapelle von Köthen                                                                                |
| 1668    | 1 Violone an den Hof von Kremsier                                                                                         |
| 1669    | Stift Lambach bestellt 10 Instrumente; Kremsier 6 Instrumente, darunter ein großer Violone                                |
| 1670–72 | 5 Instrumente für die Hofmusik in Salzburg                                                                                |
| 1674    | Auftrag für Meran, 1 Violine für Salzburg                                                                                 |
| 1677    | 2 Violinen für das Kloster St. Georgenberg in Fiecht                                                                      |
| 1678    | 1 Viola da gamba nach Meran                                                                                               |
| 1679    | Aufträge für den Hof in München                                                                                           |
| 1680    | Nachfolgeaufträge für München, 3 Instrumente nach Nürnberg                                                                |

### Überliefertes

Auf 1659 datierter handgeschriebener Geigenzettel

- In Francesco Maria Veracinis Nachlass von 1715 werden 26 Musikinstrumente erwähnt, darunter 10 Geigen von Stainer. Seine beiden Lieblingsstainer gingen 1746 bei einem Schiffbruch im Ärmelkanal verloren.
- Heinrich Ignaz Franz Biber hatte persönlichen Kontakt mit Stainer.
- Francesco Geminiani spielte auf einer Stainer.
- Giuseppe Tartini hat zeitweise auf einer Stainer gespielt.
- Ein Kloster tauschte einen Kelch im Wert von 100 Dukaten gegen eine Stainer-Geige ein.
- Von J. S. Bachs Orchester ist überliefert, dass sie auf mehreren Tiroler Geigen und Celli musizierten.
- Im 18. Jahrhundert bezahlte man für Stainer-Geigen einen wesentlich höheren Preis als für „cremonesische“ Geigen (Amatis oder Stradivaris).

### Touristisches
- Das Tiroler Landesmuseum Ferdinandeum in Innsbruck besitzt als einziges ein komplettes Quintett des heimischen Geigenbaumeisters.
- Ein Originalinstrument befindet sich in der Stainer-Ausstellung im neuen Dorfmuseum in Absam.

## Stainer-„Kopien“

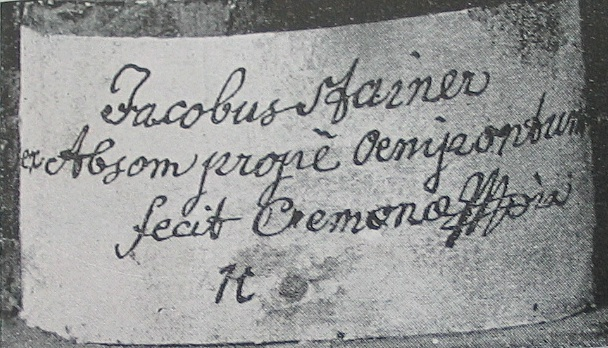
Undatierter und handgeschriebener Geigenzettel

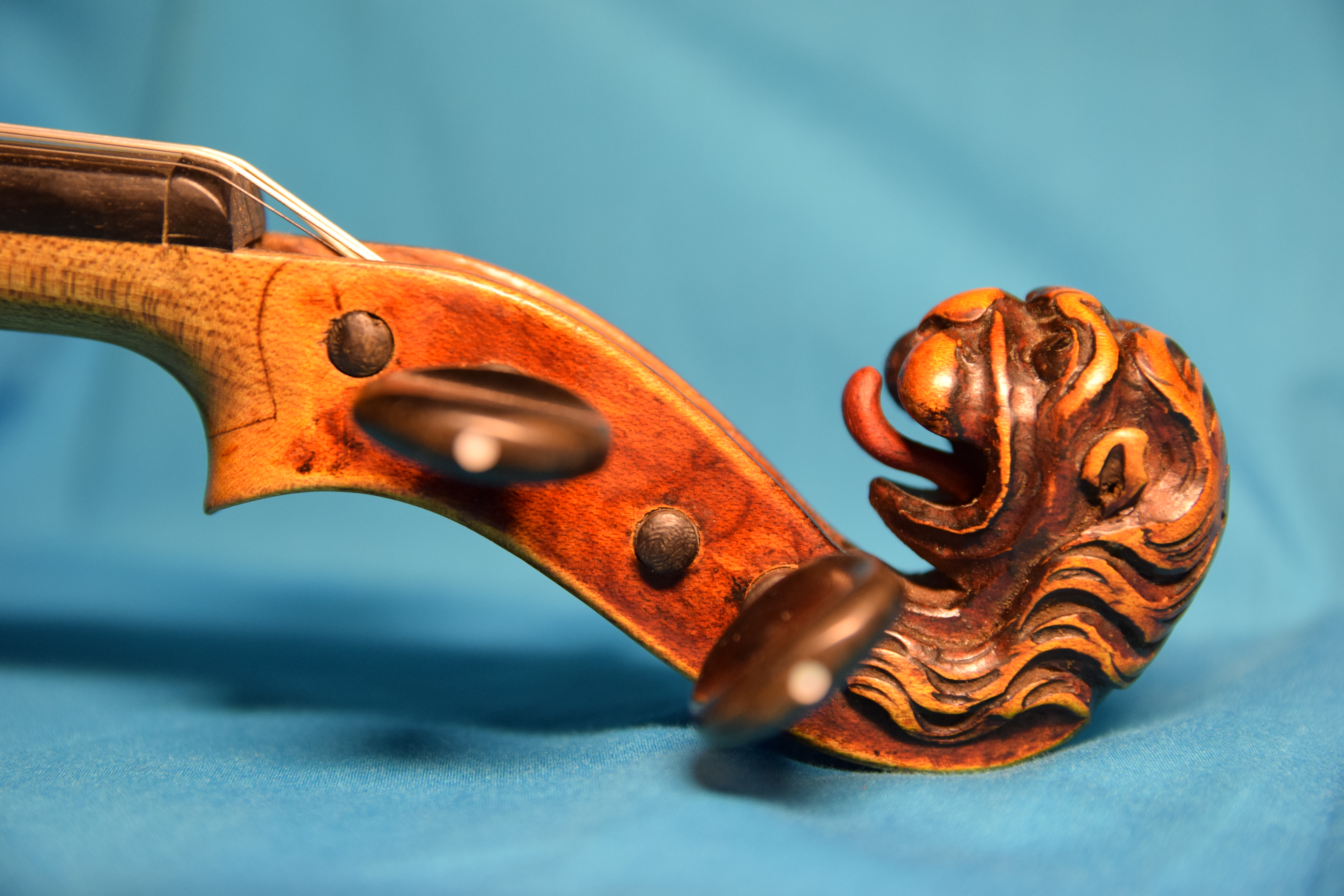
Löwenköpfchen einer Stainer-Kopie

Stainer verwendete sowohl handgeschriebene als auch gedruckte Zettel, nach 1670 aber nur noch handgeschriebene. Schon im 18. Jahrhundert war es in Mittenwald üblich, dort hergestellte Instrumente mit „Stainer“-Geigenzetteln zu versehen. In den meisten Fällen enthalten diese die Inschrift „Jacobus Stainer Absam prope Oenipontum 16..“ (deutsch: Jacobus Stainer aus Absam bei Innsbruck). Da man zu dieser Zeit Stainers Todesdatum nicht kannte, wurden „echte“ Stainergeigen bis 1712 datiert. Im späten 19. und frühen 20. Jahrhundert wurden zehntausende billiger Schülerinstrumente vor allem aus sächsischen Manufakturen zu „Stainers“ gemacht. Drucker boten die nachgedruckten Zettel gleich bogenweise feil. Auf diese Weise gehörte Stainer neben Stradivari und Amati zu den scheinbar über ihren Tod hinaus produktivsten und am meisten plagiierten Geigenbauern der Geschichte.

## Film
- Jakob Stainer – Ketzer und Genie, Gestaltung Georg Laich, 2017[1]